# Neochalcissia
Neochalcissia is een geslacht van vliesvleugeligen uit de familie Pteromalidae. De wetenschappelijke naam van dit geslacht is voor het eerst geldig gepubliceerd in 1920 door Girault.

## Soorten
Het geslacht Neochalcissia is monotypisch en omvat slechts de volgende soort:
- Neochalcissia magniscapus Girault, 1920